# ساگا ایرلاینز
ساگا ایرلاینز (انگلیسی: Saga Airlines) شرکت هواپیمایی ترک بود، که در سال ۲۰۰۴ تأسیس و در سال ۲۰۱۳ منحل شد.